# Zygonemertes isabellae
Zygonemertes isabellae är en djurart som tillhör fylumet slemmaskar, och som beskrevs av Corrêa 1954. Zygonemertes isabellae ingår i släktet Zygonemertes och familjen Amphiporidae. Inga underarter finns listade i Catalogue of Life.